# 534299 Parazynski
534299 Parazynski è un asteroide della fascia principale. Scoperto nel 2010, presenta un'orbita caratterizzata da un semiasse maggiore pari a 2,4083041 au e da un'eccentricità di 0,2190070, inclinata di 11,65787° rispetto all'eclittica.